# HMS Boadicea (1908)
HMS Boadicea a Brit Királyi Haditengerészet Boadicea felderítőcirkáló-osztályának névadó hajója volt. A cirkáló építését 1907 júniusában kezdték a Pembroke Dockyard hajógyárban. Vízre bocsátására 1908. május 14-én, hadrendbe állítására pedig 1909 júniusában került sor.

## Felépítése
A hajót eredetileg a romboló rajok parancsnoki hajójának szánták, mely hat darab 102 mm-es ágyújával nagyobb tűzerővel rendelkezett, mint az ellenséges rombolók. A Boadicea viszont túl lassúnak bizonyult, hogy eredeti feladatát elláthassa. 1909-ben, mikor az 1. rajnál szolgált, 25 csomós sebessége még éppen elég volt, hogy együtt haladjon a River-osztályú rombolókkal, de később, a 26 csomóval haladó Beagle-osztályú, vagy a 32 csomós sebességet is elérő Acheron-osztályú rombolók sebességét már nem tudta tartani.

## Pályafutása
Az első világháború kitörésekor a Boadicea-t a Nagy Flotta Scapa Flowban állomásozó 2. csata rajához rendelték. Később kiderült, hogy a hajó nem képes az Északi-tenger zord vizein való szolgálatra. Erre akkor jöttek rá, mikor 1914. december 15-én a hajó hídját elvesztették, és számos tengerész a vízbe fulladt. Az eset után a hajó visszatért a kikötőbe, amíg rajának többi tagja német hajókat üldözött Yorkshire partjainál.
1916-ban a cirkáló fegyverzetét kibővítették további négy 102 mm-es ágyúval és egy 76 mm-es légvédelmi ágyúval, melyet a háború vége előtt kicseréltek 102 mm-esre. A Boadicea jelen volt a jütlandi csatánál is, de ténylegesen nem vett részt az ütközetben, mert páncélzatát és tűzerejét kevésnek találták, hogy szembeszálljon az ellenséggel. A csatát követő estén a Boadicea észrevette a német flottát, de nem értesítették John Jellicoe tengernagyot, mert attól tartottak, ezzel felfedhetik a brit flotta helyzetét.
1917 decemberében a hajót aknatelepítő hajóvá alakították. Ebben a feladatkörben a Boadicea három küldetést hajtott végre, amelyek során 184 aknát telepített a vízbe. 1921 januárjától a cirkáló a Dartmouth-i kikötőben tartózkodott, egészen addig, amíg 1926. július 13-án el nem adták szétbontásra. A hajót Rosyth-ban bontották szét.